# Caius Avidius Nigrinus
Caius Avidius Nigrinus est un sénateur et général romain des Ier et IIe siècles, consul suffect en 110 sous le règne de Trajan, dont il est un proche. Il est mis à mort au début du règne d'Hadrien en 118. Il est en outre le grand-père du futur empereur Lucius Aurelius Verus.

## Famille

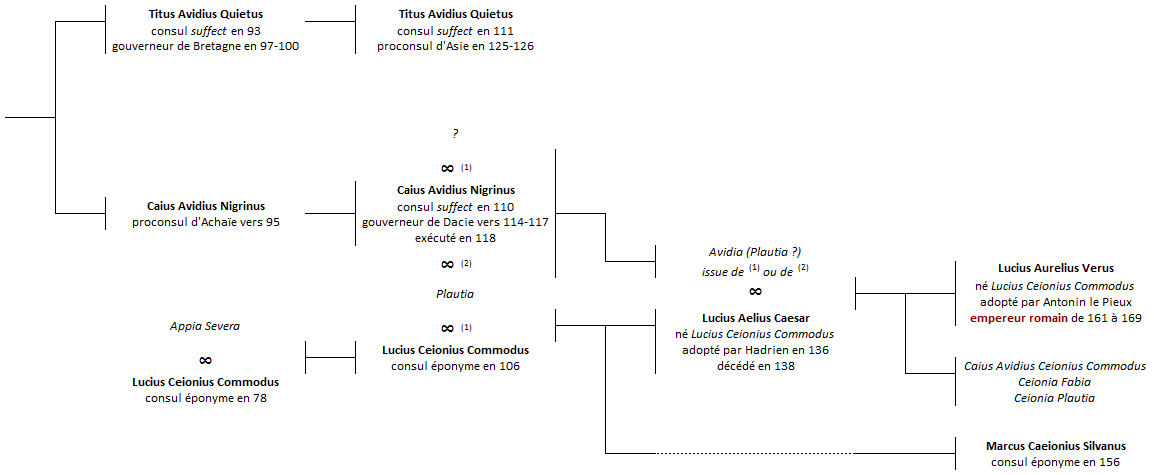
Les Avidii et les Ceionii de l'époque des Flaviens et des Antonins. Arbre non exhaustif.

### Ascendance
Sa famille vient de Faventia, en Émilie, où il serait né. Son père, Caius Avidius Nigrinus, est proconsul d'Achaïe sous Domitien, peut-être en 95. Son oncle, Titus Avidius Quietus, est légat en Thrace en 82, consul suffect en 93 et gouverneur de Bretagne entre 97 et 100,, et a un fils, Titus Avidius Quietus, consul suffect en 111 et proconsul d'Asie en 125-126,.

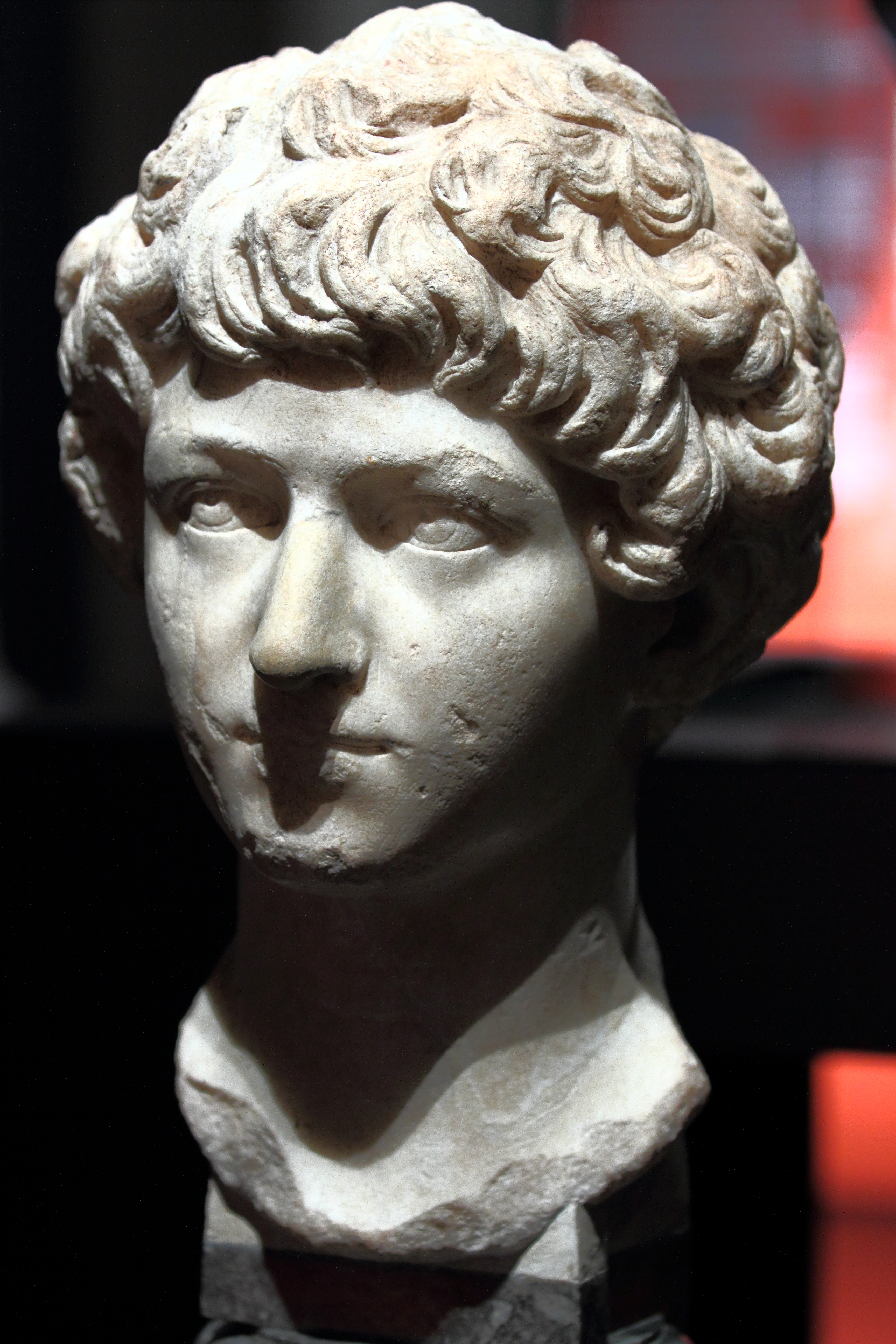
Portrait de Lucius Aurelius Verus jeune, Musée du Capitole de Rome.

Plutarque fait plusieurs fois référence à son oncle et a lui consacré, ainsi qu'à son père, une de ses œuvres de morale, De l'amitié fraternelle : « Ainsi je veux moi-même, mon cher Nigrinus et mon cher Quietus, vous offrir cet écrit composé sur l'amitié fraternelle ». La famille a aussi des liens d'amitié avec Pline le Jeune,,.

### Descendance
On lui connait une fille : Avidia,, de son épouse Plautia, qui pourrait être l'ex-femme de Lucius Ceionius Commodus, consul en 106. Il a peut-être une autre fille, Avidia, d'une autre (première) épouse, qui ne semble pas être une noble romaine.
Un de ses filles se marie à Lucius Ceionius Commodus, fils du consul en 106, connu plus tard sous le nom de Lucius Aelius, qui deviendra le fils adoptif de l'empereur Hadrien et qui décèdera quelques mois avant de lui succéder.
Cependant, le fils de ce dernier, Lucius Aurelius Verus, devient empereur de 161 à 169 conjointement avec Marc Aurèle, qui détient cependant le pouvoir réel. Outre Verus, Avidius Nigrinus a pour petits-enfants Caius Avidius Ceionius Commodus et ses sœurs Ceionia Fabia et Ceionia Plautia.

## Biographie

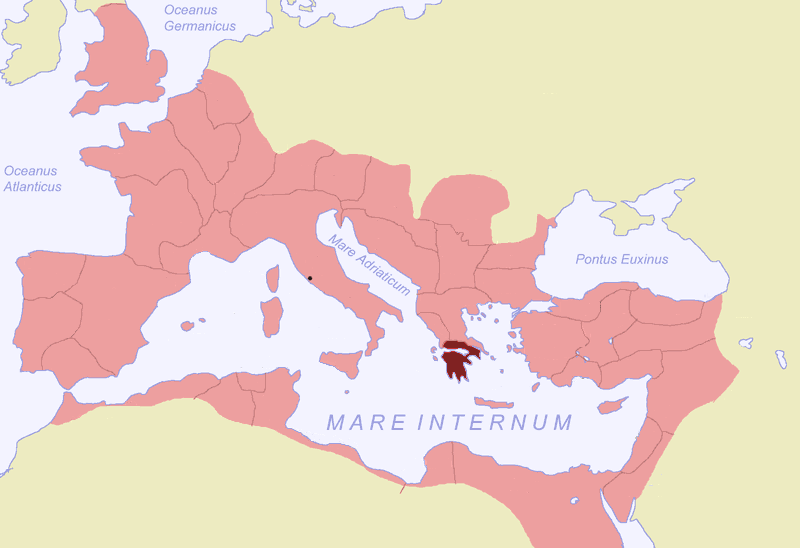
L'Achaïe dans l'Empire romain.

Avidius Nigrinus est un ami de longue date de Trajan et de sa famille. Il sert l'empereur en tant que tribun de la plèbe en 105, puis comme légat d'Auguste propréteur en Achaïe où il a probablement participé à réorganiser et stabiliser l'administration de la province en difficulté économique. En outre, il semble plus tard proconsul de la province.
En 110, il devient consul suffect. Avant la fin de l'année, il est envoyé à Delphes pour une mission extraordinaire, comme membre d'un conseil consultatif pour aider l'homme politique et historien Arrien dans le règlement de différends frontaliers, entre le territoire sacré de Delphes et les cités voisines. Il s'appuie, pour rendre sa décision, sur des jugements antérieurs après avoir visité les lieux et écouté les tierces parties. Cet évènement est enregistré à Delphes, où il y a des inscriptions honorifiques dédiées à Nigrinus en grec et en latin,,,.
Il est plus tard nommé legatus augusti pro praetore (gouverneur) de la nouvelle province de Dacie, a priori en 114, et il occupe ce poste jusqu'à la mort de Trajan en 117. Un soulèvement est provoqué par les attaques répétées des Sarmates Roxolans et Iazyges ainsi que des Daces libres, Caius Iulius Quadratus Bassus y est envoyé à l'été en 117 pour faire face au péril, en tant que légat de la legio XIIII Gemina,.

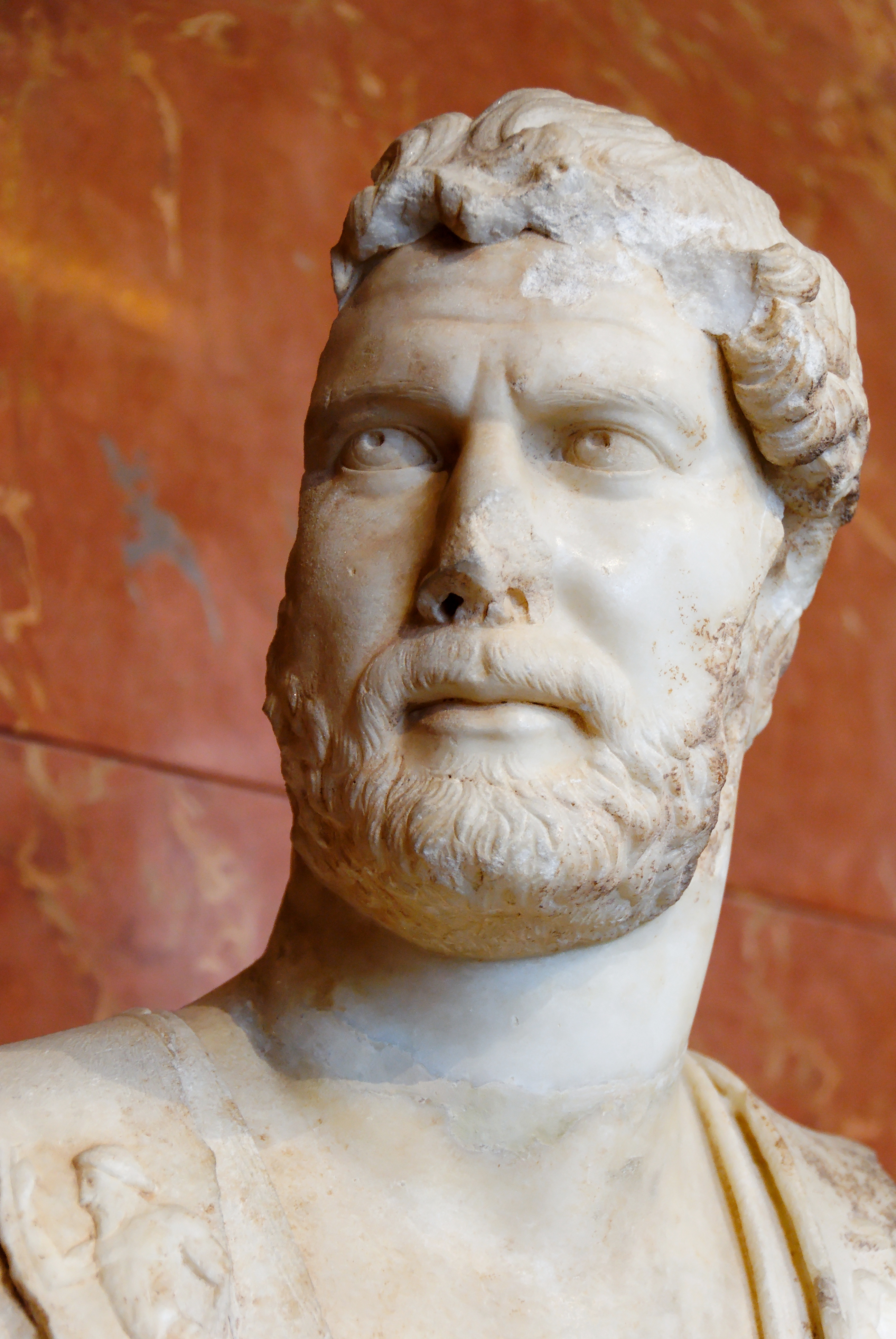
L'empereur Hadrien (117 à 138).

Il aurait été un des adversaires d'Hadrien dans la succession de Trajan, et serait considéré comme « le meilleur des sénateurs ».
Sur ordre du Sénat, quatre sénateurs influents durant le règne de Trajan sont exécutés, Avidius Nigrinus et Lucius Publilius Celsus (consul en 113), Aulus Cornelius Palma Frontonianus (consul en 99 et 109) et Lusius Quietus (l'un des principaux généraux de Trajan et gouverneur de Judée),,, car ils sont suspectés d'avoir attenté à la vie du nouvel empereur ou d'aspirer au trône. Hadrien, alors en Syrie, nie avoir ordonné les exécutions,. On y voit parfois la main du préfet du prétoire Publius Acilius Attianus. Ces assassinats font tort à la popularité d'Hadrien, qui démet Attianus de sa fonction, réservée aux chevaliers, en le nommant sénateur.
Avidius Nigrinus aurait été mis à mort à Faventia, sa ville d'origine, en l'an 118. Cela n'empêchera pas Hadrien d'adopter son gendre en 136 pour en faire son successeur.